# Tribun (Venise)
Pour les articles homonymes, voir Tribun.
 (juin 2024).
Si vous disposez d'ouvrages ou d'articles de référence ou si vous connaissez des sites web de qualité traitant du thème abordé ici, merci de compléter l'article en donnant les références utiles à sa vérifiabilité et en les liant à la section « Notes et références ».
Le tribun (Vén. : tribùn) était un magistrat, élu chaque année, par le peuple de chacune des îles de la lagune de Venise à partir du milieu du Ve siècle.

## Historique
Les îles de la lagune de Venise furent longtemps gouvernées par des consuls envoyés depuis Padoue.
En 453, d'importantes populations s'y réfugièrent à la suite des incursions d'Attila et de la ruine d'Aquilée. À la suite de cela, en 456 on institua des tribuns comme administrateurs élus tous les ans par le peuple des îles de la lagune de Venise.
Cassiodore adresse ces tribuns en 534 sous le titre de Tribunis Maritimorum.
Comme ces tribuns ne s'accordaient pas, le peuple demanda la création en 697 d'un seul duc : le doge. Les tribuns continuèrent cependant à gouverner les îles.
À la suite des abus du troisième en charge, il lui substitua cependant un Tribun des Soldats (Magister Militum ou Mastromiles), réélu chaque année. Elle fut cependant abolie après cinq ans lorsque Fabrizio Ziani occupait la charge. La dignité des ducs fut alors rétablie avec l'élection de Teodato Ipato en 742.
Le noyau des premiers nobles vénitiens fut composé des familles tribunices (famiglie tribunizie), qui furent tribun de chacune d'une des 12 îles, parmi:
- Rialto
- Grado
- Castel Olivolo
- Caorle
- Eraclea
- Aquilée
- Torcello
- Burano
- Pellestrina-Chioggia
- Capo d'Argere
- Malamocco
- Murano.

### Les familles apostoliques et évangéliques
Les douze famille tribunices qui présidèrent à la fondation de la république de Venise sont appelées les familles apostoliques. Elles élurent le premier Doge en 697. Il s'agit des XII familles dites apostoliques :
- Badoer (Badoara)
- Barozzi
- Contarini
- Dandolo
- Gradenigo-Dolfin
- Memmo
- Morosini
- Michieli
- Polani
- Sanudo
- Tiepolo
- Baseggio (Mastalizi)

S'y ajoutèrent ce qu'on appelle les quatre familles évangéliques :
- Bembo
- Bragadin
- Cornaro (ou Corner)
- Giustinian

## Les tribuns dans la littérature
L'élection du tribun de Venise est le thème du roman Le Serpent, premier tome de la trilogie de Catherine Webb paru en anglais en 2015 et traduit en français en 2022,.